# Куньмин Жуйлун
«Куньмин Жуйлун» (кит. упр. 昆明锐龙足球俱乐部) — бывший китайский футбольный клуб из  города Дали провинции Юньнань, выступавший в третьем дивизионе. Домашней ареной клуба являлся стадион Дали, вмещающий 18000 человек. По итогам сезона 2012 года команда заняла третье место в Южной группе.

## История
Клуб был основан в 10 марта 2012 года в столице провинции Юньнань, городе Куньмин под названием Футбольный клуб Куньмин Жуйлун. Клуб был зарегистрирован для участия во Второй лиге, третьем футбольном дивизионе, в сезоне 2012 года. В дебютном сезоне команда заняла третье место в Южной группе и приняла участие в серии плей-офф. Однако, по итогам двух матчей в четверть-финале против команды «Цинхай Сэнькэ» проиграла с общим счётом 3-2. 22 марта 2013 года команда переехала на стадион города Дали и сменила название на ФК «Куньмин Жуйлун Дали». 14 мая 2013 года клуб подписал нового спонсора и был переименован в «Дали Трэвэл Жуйлун». В начале 2014 года в провинции Юньнань была проведена проверка функционирования футбольных клубов, в итоге «Куньмин Жуйлун» был объединен с «Юньнань Фэйху» и прекратил существование под старым названием.

## Результаты
- По итогам сезона 2013

| Сезон    | 2012 | 2013 |
| -------- | ---- | ---- |
| Дивизион | 3    | 3    |
| Место    | 31   | 61   |

- ↑  в Южной группе

## Текущий состав
По состоянию на 29 марта 2013